# ヘレナ・ルビンスタイン

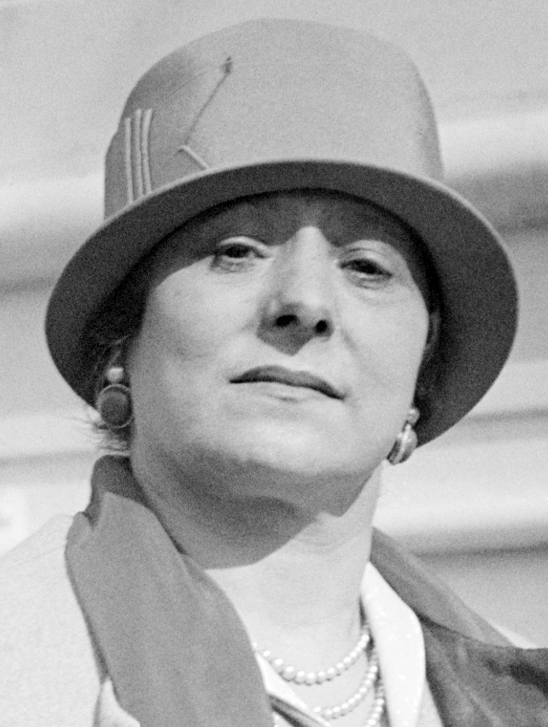
ヘレナ・ルビンスタイン

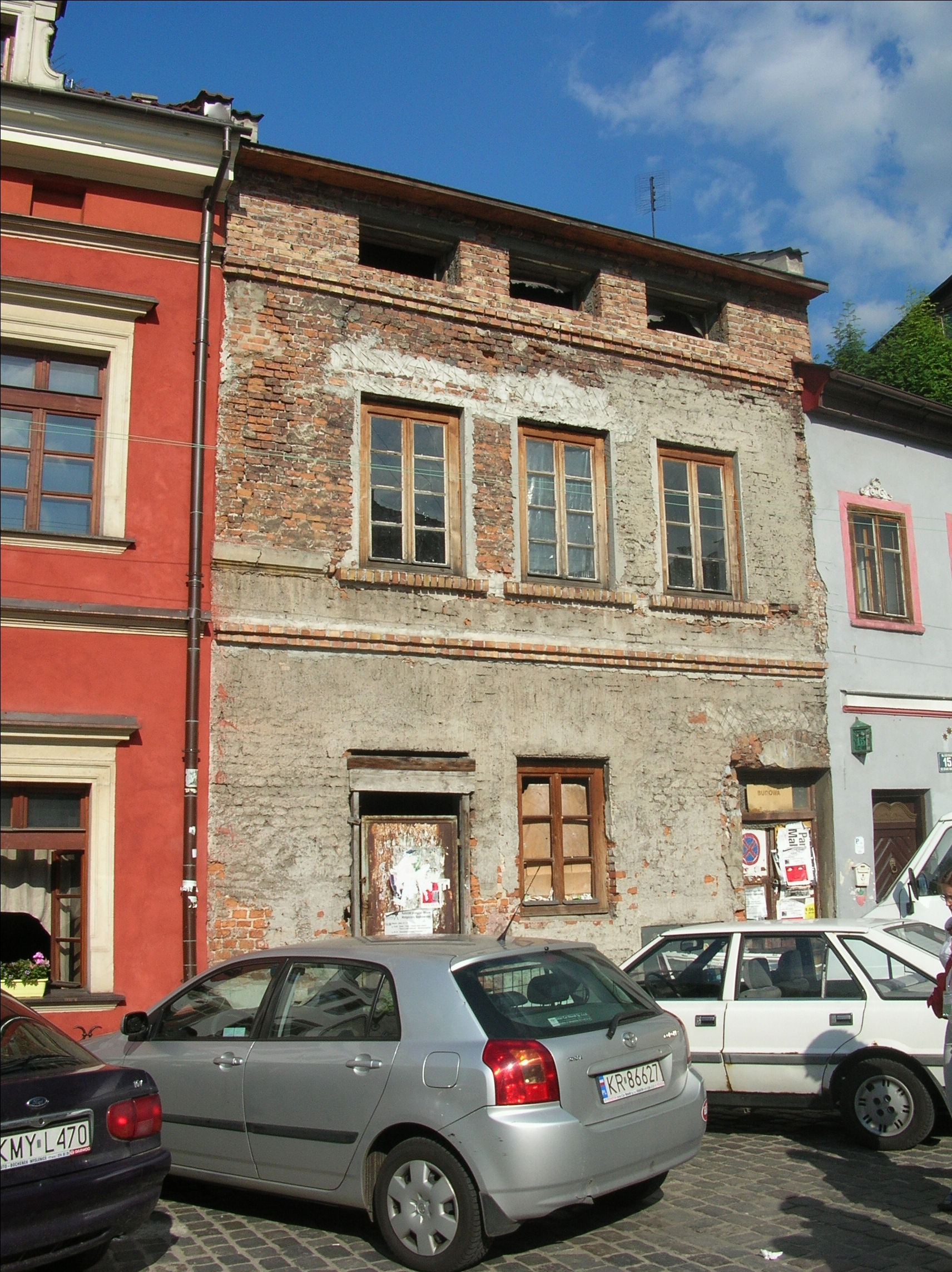
クラクフのカジミェシュにあるヘレナ・ルビンスタインの生家

ヘレナ・ルビンスタイン（Helena Rubinstein、本名:Chaja Rubinstein、1872年12月25日 - 1965年4月1日）は、ポーランド出身のアメリカの実業家。化粧品会社ヘレナ・ルビンスタイン社の創業者。世界有数の女性大富豪の一人。

## 生涯
当時オーストリア＝ハンガリー帝国の領土だったクラクフの貧しいユダヤ人のゲットーで生まれた。当時の名前はチャジといい、父ホレスの経営する店で経理を手伝い、母アウグスタが美容クリームを作るのを手伝った。
18歳で親戚を頼ってオーストラリアに移住。1902年、メルボルンに世界初のビューティサロンを開く。1908年、ロンドンにビューティサロン「サロン・ドゥ・ボテ・ヴァレーズ」を開く。1912年、パリにビューティサロンを開く。1914年第一次世界大戦から逃れるためニューヨークに移住しビューティサロンを開く。1917年から化粧品の製造と卸売業に進出した。
後から登場したエリザベス・アーデンと、長年、化粧品業界のライバルとして争う。また、美術品コレクターとしても高名であり、特にアフリカン・アートのコレクションでは先駆者であった。